# 埃策爾科芬
米尔希（德語：Etzelkofen）是瑞士伯恩州的一个旧市镇，总面积为2.8平方千米，截至2011年12月总人口为291人。2014年1月1日，埃策尔科芬与邻近的6个市镇并入市镇弗勞布倫嫩。